# Colegio Mayor Alcalá
El Colegio Mayor Universitario Alcalá es un colegio mayor de fundación privada adscrito a la Universidad Complutense de Madrid. Está situado en la calle don Ramón Menéndez Pidal de la Ciudad Universitaria de Madrid, en el distrito de Moncloa-Aravaca.

## Historia
El Colegio Mayor Alcalá fue promovido por la congregación de los Misioneros Claretianos. Tras ser declaradas las obras de interés social, se concluyó la construcción del edificio en 1967. El mismo curso 67-68, casi sin dar término a las obras, se inicia ya la actividad del Colegio Mayor Alcalá con 172 residentes. El centro fue reconocido por Orden Ministerial del Ministerio de Educación del 30 de octubre de 1968.
Entre los principales atractivos del edificio destacan los vitrales y murales de cerámica (100 metros cuadrados) elaborados por el exjugador del Real Madrid y premiado artista Ángel Atienza.
Desde la fundación del colegio, han pasado por sus instalaciones varios miles de colegiales, entre los que se encuentran figuras destacadas de la política, las artes, la empresa, el periodismo, las ingenierías o la religión. Entre ellos destacan Francisco Álvarez-Cascos (exministro de Fomento y expresidente del Principado de Asturias), Aquiles García Tuero (fundador de la Orquesta Sinfónica de la ONU), Juan Antonio Zufiria (director general de IBM Europa), Francisco Javier Gutiérrez (director de cine) o Manuel Tamargo (ecónomo general de los misioneros Claretianos).
Es especialmente célebre su ciclo anual de conferencias, que ha reunido a grandes personalidades de la vida cultural y política del país. Entre otros, han intervenido en él José María Aznar, Mariano Rajoy, Enrique Tierno Galván, Félix Rodríguez de la Fuente, Pedro Almodóvar, Forges, Loyola de Palacio, Juan José Laborda, Amando de Miguel, Alejo Vidal-Quadras, Sebastián Álvaro, Miguel Fisac o Esperanza Aguirre. Su salón también ha acogido conciertos de Alberto Cortez, Mari Trini o Conchita. En su edificio tuvo su sede ADAMUM, la Asociación de Amigos de la Música de la Universidad de Madrid, que durante los años 70 promovió innumerables conciertos de música clásica y contemporánea.

## Funcionamiento actual
Desde el 1 de enero de 2007 el Alcalá está adscrito a la provincia de Santiago de los Misioneros Claretianos, tras la fusión de la provincia de Castilla con las de León y Aragón. En la actualidad acoge a 182 colegiales de diversas carreras y procedencias geográficas. El colegio es masculino y confesionalmente católico.4
Según el Proyecto Educativo del centro, su objetivo es "realizar la misión claretiana en el ámbito de la educación de los jóvenes universitarios [...], tratando de formar profesionales capaces de dar testimonio de su fe en Jesús de Nazaret".5
Para alcanzar dichos fines, los universitarios desarrollan diversas actividades formativas y recreativas, entre ellas deportes, conferencias, actividades musicales, viajes culturales y celebraciones religiosas. El centro cuenta con equipos destacados en diversas disciplinas deportivas (fútbol, rugby)